# Springfloden
Springfloden är en svensk dramaserie från 2016. Den hade premiär den 6 mars 2016 i SVT1. Manuset är skrivet av Rolf och Cilla Börjlind, och baseras på deras deckarroman med samma namn, utgiven på Norstedts förlag 2012. Huvudrollerna görs av Julia Ragnarsson och Kjell Bergqvist. Bergqvist vann Kristallen 2016 för sin roll inom kategorin årets manliga skådespelare i en TV-produktion.

## Handling
En ung polishögskolestudent, Olivia Rönning (Julia Ragnarsson), får 2015 som studieuppgift att undersöka ett ouppklarat och bestialiskt mord från juni 1990 – det så kallade "strandfallet"; en okänd gravid kvinna grävdes ned på en sandstrand på Nordkoster, och drunknade i en springflod.
Olivias engagemang i strandfallet sammanför henne med Tom Stilton (Kjell Bergqvist), som under 1990-talet ledde utredningen, men sedan dess har genomlidit ett psykiskt sammanbrott och numera lever som hemlös.

## Rollista
Inklusive skådespelare som medverkar i minst tre avsnitt.
| Julia Ragnarsson             | – Olivia Rönning, polisstuderande.                                                    |
| Kjell Bergqvist              | – Tom Stilton, f.d. polis.                                                            |
| Anna Wallander               | – Vera Larsson, uteliggare som bor i en övergiven husvagn.                            |
| Björn Andrésen               | – Benseman, uteliggare med smak för klassisk litteratur och musik.                    |
| Josefin Iziamo               | – Muriel, uteliggare med missbruksproblem.                                            |
| Mattias Silvell              | – Arvo Pärt, uteliggare.                                                              |
| Richard Sseruwagi            | – Mikael Florén, uteliggare.                                                          |
| Lars Andersson               | – Erik, föreståndare för ett härbärge för hemlösa.                                    |
| Kjell Wilhelmsen             | – Rune Forss, utredare vid Stockholmspolisen, med påtaglig antipati gentemot Stilton. |
| Stefan Gödicke               | – Janne Klinga, utredare vid Stockholmspolisen, Forss närmaste kollega.               |
| Cecilia Nilsson              | – Mette Olsäter, polischef på Rikskrim.                                               |
| Michaela Thorsén             | – Lisa Hedqvist, underställd Mette på Rikskrim.                                       |
| Arvin Kananian               | – Bosse Thyrén, underställd Mette på Rikskrim.                                        |
| Dar Salim                    | – Abbas el Fassi, f.d. kriminell knivkastare som numera assisterar Rikskrim.          |
| Michael Segerström           | – Mårten Olsäter, barnpsykolog och Mettes make.                                       |
| Helena Bergström             | – Linn Magnusson, hårdför VD för MWM, ett multinationellt miningföretag.              |
| Peter Carlberg               | – Alexander Nordin, säkerhetschef på MWM.                                             |
| Dag Malmberg                 | – Nils Wendt, f.d. affärskontakt till Linn.                                           |
| Niklas Hjulström             | – Bertil Magnusson, konsthandlare och Linns make.                                     |
| Johan Widerberg              | – "Minken" Minqvist, småkriminell f.d. tjallare till Stilton.                         |
| Malena Engström              | – Ovette Andersson, prostituerad vän till Minken.                                     |
| Leonard Samuelsson Heinemann | – Acke Andersson, Ovettes son, i yngre skolåldern.                                    |
| Gustav Lindh                 | – Liam Olsson, kriminell tonåring som satt i system att misshandla hemlösa.           |
| Dakota Trancher Williams     | – Adam Sharew, minderårig medbrottsling till Liam.                                    |
| Görel Crona                  | – Jackie Berglund, butiksägare och f.d. eskortflicka.                                 |
| Dominik Henzel               | – Chivas, kriminell kontakt till Jackie Berglund.                                     |
| Angela Kovács                | – Eva Carlsén, socialpsykolog och författare.                                         |
| Filip Berg                   | – Ove Gardman, marinbiolog som barn blev vittne till strandmordet.                    |
| Carina M. Johansson          | – Marianne Boglund, SKL-tjänsteman och Stiltons ex-fru.                               |
| Iggy Malmborg                | – Lennie, Olivias lägenhetskompis.                                                    |
| Jessica Zandén               | – Maria Rönning, Olivias mor.                                                         |
| Niklas Jarneheim             | – Arne Rönning, polis, Olivias avlidne far, samt Stiltons kollega och vän.            |
| Paloma Winneth               | – Adelita Rivera, mordoffret.                                                         |
| Amanda Ooms                  | – Luna Johansson, Stiltons hyresvärd.                                                 |
| Cecilia Frode                | – Gabriella Forsman, kollega till Bengt Sahlman.                                      |
| Saga Samuelsson              | – Sandra Sahlman, dotter till Bengt Sahlman som hittas hängd i sin bostad.            |